# Stiffelio
Stiffelio és una òpera en tres actes amb música de Giuseppe Verdi i llibret de Francesco Maria Piave, que va ser estrenada el 16 de novembre de 1850 al Teatro Grande de Trieste.
El llibret està basat en la comèdia francesa d'Émile Souvestre i Eugène Bourgeois, Le Pasteur, ou L'Évangile et le Foyer (1848).
L'òpera aborda el tema, per l'època espinós, de l'adulteri; i a més comès per l'esposa d'un pastor protestant, que acaba amb un insòlit final feliç. El fracàs de l'estrena va obligar Verdi a modificar radicalment l'òpera, afegint-hi un quart acte i retrotraent l'acció a l'edat mitjana. La nova versió, estrenada amb el títol d'"Aroldo" (1857), no va obtenir un major èxit i actualment la crítica la considera inferior a l'original.
El 20 de desembre de 1985, al Teatro la Fenice de Venècia, va tenir lloc una nova recuperació de l'òpera. Des d'aleshores Stiffelio ha gaudit d'una rehabilitació crítica i reapareix amb certa regularitat als escenaris, encara que no gaire sovint.
En la trajectòria artística de Verdi, hom considera Stiffelio com el punt d'inflexió entre les concepcions tràgiques i èpiques del període juvenil i el melodrama burgès de la plena maduresa. Tant l'ambientació, gairebé contemporània, com la relació complexa i dolorosa entre la protagonista femenina i l'autoritat paterna anuncien La Traviata. Per altra banda, la lúcida i eixuta essencialitat del disseny dramatúrgic i de la seua delineació musical, intensa però sense subratllats patètics, recorda a Rigoletto, l'òpera immediatament posterior. Una de les raons del fracàs de Stiffelio en el temps de la seua estrena siga probablement el seu escàs "melodramatisme".

## Sinopsi argumental
Lloc: castell del Comte d'Stankar, sobre la riba del Salzbach, a Alemanya
Temps: primeries del Segle XIX

### Acte I
Stiffelio, pastor protestant, torna al castell del seu sogre Stankar després d'haver-se dedicat a la predicació. És acollit amb calor per la seua família i amics. Només l'esposa, Lina mostra un capteniment agitat. El pastor és reclamat a oferir el seu parer esclaridor sobre una delicada qüestió: s'ha vist fugir un home, de nit, per un balcó del castell, però en la fuga ha perdut uns fulls. Stiffelio sospita que es tracta d'un adulteri - sense sospitar mínimament de la seua muller - i decideix magnànimament llençar els fulls al foc. Lina sospira alleujada, però després, sola en la seua cambra, decideix escriure al marit per revelar-li el seu secret. Apareix Stankar, que imposa a la seua filla la prohibició de revelar-li al marit un assumpte tan vergonyós.
Mentrestant, Raffaele, el seductor, intenta comunicar-se amb Lina deixant anar un bitllet en un llibre (El Messies de Klopstock) que el cosí Federico haurà de fer arribar a Lina. L'ancià Jorg, ministre protestant i amic de Stiffelio, assisteix a l'escena sense ser vist i, enganyant-se, conclou que l'amant és Federico i denuncia el fet a Stiffelio.
Durant una cerimònia en el seu honor, Stiffelio s'adreça amb severitat a Federico, exigint-li el lliurament de El Messies. Aleshores cau el bitllet de Raffaello, Stankar es precipita a recollir-lo, per tal que el gendre no puga llegir-ne el contingut.

### Acte II
De nit. Lina prega a sa mare en l'antic cementeri del castell. Ací la sorprèn Raffaello qui en va li declara el seu amor. Arriba Stankar i imposa al seductor batre's en duel. Però el soroll de les espases fa que aplegue Stiffelio, qui ordena als contendents de reconcialiar-se en el nom de Déu. Stankar, furibund, no pot contenir-se i revela al gendre la veritat. Stiffelio, trasbalsat, vol matar Raffaele amb les seues mans, quan se sent un llunyà cor de penitents que entona un salm. Jorg demana Stiffelio de penetrar en l'església per a celebrar la funció. Atordit per tot el que ha ocorregut, i pel violent contrast entre el seu instint i la seua fe, Stiffelio cau al peu de la Creu.

### Acte III
En una sala del castell, Stankar reflexiona sobre el deshonor que ha caigut sobre la seua família, pensant en el suïcidi; però quan Jorg li comunica que Raffaele està tornant al castell per entrevistar-se amb Stiffelio, decideix aprofitar la situació per assassinar el seductor. Stiffelio lliura a l'esposa un escrit perquè el signe, autoritzant el divorci. Lina li prega entre llàgrimes que abandone aquesta idea, però finalment cedeix i signa. Adreçant-se no al marit, sinó al pastor, li demana confessió. La dona admet l'adulteri però afirma haver romàs sempre fidel al marit en el més pregon del seu cor. Quedant sol, Stiffelio, es pregunta com ha de comportar-se amb el rival, quan veu aparèixer Stankar amb l'espasa ensangonada amb la que acaba d'assassinar Raffaele.
Stiffelio, absort en els seus pensaments, es disposa a celebrar la missa, mentre el savi Jorg li recomana deixar-se inspirar per la Bíblia. Des de dalt del púlpit, Stiffelio llegeix públicament la paràbola de l'adúltera, que adreçada a Lina, equival al perdó.